# Ramon Espasa i Oliver
Ramon Espasa i Oliver (Sant Jaume d'Enveja, Montsià, 2 de desembre de 1940) és un metge i polític català. Fou conseller de sanitat de la Generalitat de Catalunya, diputat al Parlament de Catalunya i al Congrés dels Diputats i senador.

## Biografia
Va néixer el 2 de desembre de 1940 a Sant Jaume d’Enveja. El seu pare, Ramon Espasa Jardí, nascut a Maldà, metge, i la seva mare, Elisa Oliver Albertí, nascuda a Castell d’Aro, mestra, es varen instal·lar a Sant Jaume d’Enveja en acabar la Guerra Civil, per evitar possibles represàlies polítiques a Barcelona. A partir dels 7 anys s’escolaritzà a Barcelona – Escola Suïssa i Liceu Francès-.Va ser membre de l'escoltisme a l’agrupament de la Mare de Déu de Montserrat, de mossèn Batlle.
El 1965 es llicencià en medicina per la Universitat de Barcelona, especialitzant-se en cirurgia general i digestiva. Es doctorà el 1975. Ha estat metge adjunt a la Càtedra Quirúrgica II Professor Piulachs de l'Hospital Clínic i Provincial de Barcelona i al Servei de Cirurgia General de l'Hospital Universitari Vall d'Hebron de Barcelona. També ha estat cap clínic de Cirurgia Digestiva a l'Hospital Universitari de Bellvitge de l'Hospitalet de Llobregat. Va fer ampliacions d’estudis a Lyon, Montpellier i Paris. Activista polític en les estructures professionals durant la dictadura, ha estat vicepresident de la junta del Col·legi Oficial de Metges de Barcelona (1976) i president de la secció d’hospitals del mateix Col·legi (1975).
Ponent al X Congrés de Metges i Biòlegs de Llengua Catalana, celebrat a Perpinyà (1976). Coordinador general de l'Àmbit Estructura Sanitària del Congrés de Cultura Catalana (1977-78), on es comença a proposar un model de servei públic i universal de salut per a Catalunya.
Coautor de llibres sobre salut pública: La sanidad hoy (1975), La salud, exigencia popular (1976) i Servei Nacional de Salut, una alternativa democràtica (1977). Aquest conjunt de llibres, considerat el nucli intel·lectual de la proposta Servei Nacional de Salut, formula les bases per un sistema sanitari - públic i universal-, inspirat en el model anglès.
Afiliat al Partit Socialista Unificat de Catalunya (PSUC) el 1968. Perseguit durant el franquisme -en els dos estats d’excepció-. El febrer de 1972 fou reclamat per assistir clandestinament un líder de CCOO ferit de bala per la Guàrdia Civil i que després seria evacuat a França. Membre de l'Assemblea Permanent d’Intel·lectuals catalans i de l'Assemblea de Catalunya. Detingut i empresonat el 1974 en la caiguda dels 113 de l’Assemblea de Catalunya. El 1977 fou elegit membre del comitè central i fou responsable de la comissió de sanitat del PSUC. De 1982 a 1988 dirigí la revista cultural Nous Horitzons.
Conseller de sanitat i assistència social de la Generalitat de Catalunya, en el govern d'unitat presidit pel Molt H. Sr. Josep Tarradellas (1977-1980). Organitzà els primers serveis de salut pública transferits, promogué la primera campanya oficial de contracepció i salut sexual reproductiva.Fou un actiu enllaç amb les redaccions de l'Estatut d’Autonomia de Catalunya de 1979 i de la Constitució Espanyola de 1978. El possible traspàs de les quatre Diputacions, defensat en un article pel secretari general de la conselleria i recolzat pel conseller Espasa, es convertí en un important desacord amb el President Tarradellas, finalment superat. Elaborà el Mapa Sanitari', primera proposta governamental d’ordenació territorial dels serveis sanitaris: una diagnosi i una planificació de com calia distribuir els recursos sanitaris en el territori. El Mapa Sanitari fou la llavor per dissenyar el sistema català de salut, a semblança del prestigiós sistema nacional de salut anglès (NHS), un dels màxims assoliments de l’estat del benestar i que, a Espanya, desplegarà més tard el govern socialista.
Fou elegit diputat per Barcelona a les eleccions al Parlament de Catalunya de 1980 i 1984 pel PSUC. Renuncià a l'escó al Parlament de Catalunya quan fou elegit, l’any 1986, diputat per Barcelona al Congreso de los Diputados dins les llistes de la coalició Unió de l'Esquerra Catalana —PSUC i ENE. Fou escollit novament diputat a les eleccions generals espanyoles de 1989 i a les de 1993 en els llistes d'Iniciativa per Catalunya. Dimití d'Iniciativa per Catalunya el 1996 i deixà la vida parlamentaria tornant a la seva activitat professional al Hospital Universitari de Bellvitge. El 1999 va ser convidat a col·laborar amb Ciutadans pel Canvi CpC. Diputat al Parlament de Catalunya amb la coalició PSC-CpC (1999-2006) i Senador per la Comunitat Autònoma, integrat en el Grup Parlamentari Entesa Catalana de Progrés (PSC-ERC-IC) (1999-2006).
El 5 de juliol del 1991 assistí al 1er. Congrés post-apartheid de l’African National Council a Durban. i el 22 de juliol del mateix any, va participar en un míting amb Nelson Mandela a la plaça Sant Jaume de Barcelona. Activa oposició parlamentària i social donant suport a la Plataforma en Defensa de l’Ebre, contra el transvasament.
Col·laborador habitual en la premsa diària (Tele-Exprés, El Periódico, Avui, La Vanguardia, El Pais)
Entre els anys 1977 i 2007 va impartir conferències i ponències sobre organització sanitària i salut pública a moltes institucions i poblacions de Catalunya, així com a Oviedo, Pamplona, Madrid, Granada, Sevilla, Múrcia, Bilbao, Canàries, Santiago de Compostela, València, etc.
En els múltiples debats i ponències legislatives en les quals ha participat de forma destacada durant aquests 25 anys de vida parlamentària, ha incidit especialment en dues temàtiques, l'econòmico-social i la sanitària. En l'àrea econòmica i social, va impulsar els drets dels ciutadans per poder renegociar a la baixa els tipus d'interès de les hipoteques (Ley 2/1994, 30 de marzo, sobre subrogación y modificación de préstamos hipotecarios), així com el major control democràtic de les entitats financeres i dels fons de pensions (Ley 13/1994, 1 de junio, autonomía Banco de España; Debate sobre la creación del Banco Central Europeo, 1996; Ley 1/2002, 29 de noviembre, texto refundido Ley Regulación de Planes y Fondos de Pensiones; Ley 20/2005, 14 de noviembre, de creación de un registro de contractos de seguro de cobertura de vida). També va estar molt present en l'àrea de salut pública, contribuint a impulsar el dret a la interrupció voluntària de l'embaràs, els drets de reproducció humana assistida i els drets a l'autonomia dels pacients (Proposición de Ley 122/000022 de Regulación de la interrupción voluntaria del embarazo. 08.11.1986; Ley 42/1988, 28 de diciembre, de donación y utilización de embriones; Ley 35/1988, de 22 de noviembre, de Técnicas de Reproducción Asistida; Ley 41/2002, 14 de noviembre, básica reguladora de la autonomía del paciente y derechos de información y documentación clínica), així com a impulsar millores en l'atenció sanitària i en la lluita contra el tabaquisme (Ley 16/2003, 22 de mayo, de cohesión y calidad del sistema nacional de salud; Ley 28/2005, 26 de diciembre, de medidas sanitarias frente al tabaquismo)
Col·legiat d’Honor del Col·legi Oficial de Metges de Girona, per la seva trajectòria dins l’àmbit de la política sanitària i la tasca realitzada com a Conseller de la Generalitat (1999).
Facultatiu emèrit de l’Hospital Universitari de Bellvitge en reconeixement de la dedicació professional a la sanitat pública (2007).
Membre de la Comissió d’Ètica Assistencial de l’Hospital Universitari de Bellvitge (2007).
Membre de l'Acadèmia de Ciències Mèdiques de Catalunya i de Balears, de la Societat Catalana de Cirurgia i de la Societat Catalana de Salut Pública.
Acadèmic corresponent de la Reial Acadèmia de Medicina de Catalunya des de 2010.
Està casat amb Carme Sans i té dos fills, Roger i Marina.

## Selecció d'obres
- Estudi epistemològic de la teoria “La sensibilitat tròfica” de Ramon Turró. Tesis doctoral, Universitat Autònoma de Barcelona, Facultat de Medicina, 1975
- La sanidad, hoy. Ed. Avance, 1975   R. Espasa et al.
- La salud, exigencia popular. Ed. Laia, 1976 R. Espasa et al.
- La salut, un dret social. Per una alternativa sanitària. Serra d’Or, gener 1976 R. Espasa et al.
- La promoció de la salut, objectiu primordial de la medicina i de l’organització sanitària. Llibre de ponències núm.2, Xè Congrés de Metges i Biòlegs de llengua Catalana, 1976.
- L’organització sanitària a Espanya i les alternatives. Annals de Medicina, juliol 1977
- El Servei Nacional de Salut, una alternativa democràtica a la sanitat. Ed. Laia, 1977   R. Espasa et al.
- La Sanitat a Catalunya. Anàlisi i propostes del Departament de Sanitat i Assistència Social (Mapa Sanitari). Generalitat de Catalunya, 1980, Llibre i decret de 7 de gener, DOGC n. 49
- Proposta d’un model de sistema de Seguretat Social arran de la seva reforma. Nous Horitzons, núm.78, 1988
- Estrategias para un nuevo modelo de salud. VI Congrés Mundial de Medicina Social. Las Palmas de Gran Canaria, Setembre, 1989
- La utopia quotidiana. Nous Horitzons, Editorial Columna, abril 1989
- Estrategias de la izquierda ante la mundialización económica. La democracia post-liberal, ed. J.F. Tezanos, Editorial Sistema, 1996
- Nuevos valores de la izquierda para un nuevo marco político. Jornadas de la Fundación Sistema. Madrid, 1996
- Nova cultura econòmica, nova pobresa. Col·lecció Cristianisme i Justícia, núm. 72, 1996 R. Espasa et al.
- Discurs en la concessió de la Medalla d’Or al H. Sr. Antoni Gutiérrez Diaz. Generalitat de Catalunya, 2006
- Ramon Turró. Científic i pensador. Publicacions Càtedra Ferreter Mora, 2007. R. Espasa et al.
- Discurs d’entrada a la Real Acadèmia de Medicina de Catalunya, 2011
- Sobre la “Sensibilitat tròfica” de Ramon Turró. Revista RAMC, vol 32, núm. 4, 2017
- Catalanisme polític, negacionisme i laïcitat. Dins de Catalanisme 80 mirades (i+), Edició a càrrec de Portes Obertes del Catalanisme, ED Libros, 2018